# Minut
Minut er en tidsenhed på 60 sekunder. 'Minut' er en forkortelse af pars minuta prima ((latin): første formindskelsesgrad).
En time består af 60 minutter og et kvarter er 15 minutter. I teknisk arbejde planlægges somme steder i deciminutter, dvs. i enheder af 6 sekunder.
Et klokkeslæt angives ofte enten som antal timer og minutter (14.35) eller timer, minutter og sekunder (14.35.20).
I forbindelse med klokkeslæt kan et minut meget sjældent være på 61 sekunder, og teoretisk set (er ikke forekommet i praksis) på 59 sekunder, således at klokkeslættet skifter fra 23.59.60 UTC, hhv. 23.59.58 UTC til 00.00.00 UTC. Se skudsekund.

## Frekvensenheder
Frekvenser angives ofte som reciprokke minutter, det vil sige som antal pr. minut. Eksempler på dette er omdrejningstallet for en motor, hjertepulsen i sundhedsvidenskab eller metronomtallet inden for musik. SI-enheden for frekvens er dog hertz (Hz) eller (med præfiks) millihertz (mHz) idet 1 hertz betyder én gang pr. sekund mens 1 millihertz svarer til én gang pr. kilosekund.
Der gælder 1 minut−1 = 1/60 Hz ≈ 0,01667 Hz = 16,67 mHz.